# Joey Belladonna
Pour les articles homonymes, voir Belladonna.
Joey Belladonna (né Joseph Bellardini, le 13 octobre 1960, Oswego, New York) est un chanteur et batteur de metal, chanteur du groupe de thrash metal Anthrax. Il a des origines iroquoises (du Canada actuel) de par sa mère, et italiennes de par son père.
Joey Belladonna est le chanteur actuel d'Anthrax, l'un des groupes faisant partie du Big Four of Thrash. C'est en 1984 qu'il arrive au poste de chanteur du groupe, qu'il occupera jusqu'en 1992. Il réintègre le groupe de 2005 à 2007, et à nouveau en 2010. 

## Discographie

### Anthrax
- Spreading the Disease (1985)
- Among the Living (1987)
- State of Euphoria (1988)
- Persistence of Time (1990)
- Worship Music (2011)
- For All Kings (2016)

### Belladonna
- Belladonna (1995)
- Spells of Fear (1999)
- 03 (2003)